# Синталапа-де-Фигероа
Синталапа-де-Фигероа (исп. Cintalapa de Figueroa) — город в Мексике, штат Чьяпас, входит в состав муниципалитета Синталапа и является его административным центром. Численность населения, по данным переписи 2020 года, составила 49 201 человек.

## Общие сведения
Название Cintalapa с языка науатль можно перевести как — вода под землёй.
Поселение было основано тольтеками в XI — XII веках, позднее его заняли индейцы соке. В 1486 — 1488 годах поселение было захвачено ацтеками во главе с Ауисотлем.
17 июля 1926 года поселению был присвоен статус вильи, а 3 февраля 1931 года — статус города.
6 января 1942 года к названию города была добавлена фамилия мексиканского врача и поэта Родольфо Фигероа.